# Daniel Herz
Daniel Herz (* 4. Juni 1618 in München; † 28. Mai 1678 in Wilten b. Innsbruck) war ein deutsch-österreichischer Orgelbauer.

## Leben
Der Sohn eines Kistlers erneuerte 1641–43 als „Orgelmacher von Minichen“ die Orgel der Pfarrkirche Klausen, wohnte aber damals schon in Brixen, wo er 1646 das Inwohnerrecht erlangte. Ab 1653 war er wiederholt für den Innsbrucker Hof tätig, 1656 zog er nach Innsbruck um und wurde fortan als Hoforgelmacher bezeichnet. 1671 installierte er seine Werkstatt in Wilten.
Herz war der bedeutendste Tiroler Orgelbauer des 17. Jahrhunderts und genoss als solcher einen weitreichenden Ruf. Er lieferte Orgeln auch nach Oberbayern, ins Trentino und bis nach Belluno und Jerusalem. In Brixen wurde seine Tradition von Jacob Köck weitergeführt, in Wilten von Johannes Hackhofer. An der Südseite der Basilika Wilten ist seine Grabplatte erhalten; das dort angegebene Sterbedatum (5. Juni) ist falsch. Von seinen Arbeiten ist als bedeutendstes spielbares Instrument die nach dem Extensionssystem erbaute Orgel in der Stiftskirche Wilten erhalten.
Sein Sohn Anton Franz (* 21. Februar 1660 in Innsbruck; † 8. April 1717 in Bensheim an der Bergstraße) erlernte ebenfalls den Orgelbau. Er machte sich im Jahre 1684 in Bensheim ansässig und wurde am 9. August 1686 dort als Bürger aufgenommen. Orgelbauten sind von ihm jedoch nicht bekannt. 1713 wird er als „Tischler“ bezeichnet.
Sein Geselle war Jacob Köck (1630–1673). Er begründete einen eigenen Orgelbaubetrieb in Brixen, der von Franz Köck (1661–1719) und von dessen Sohn Gaudentius Köck (1691–1744) fortgeführt wurde.

## Werkliste
| Jahr       | Ort                        | Kirche                      | Bild | Manuale | Register | Bemerkungen                               |
| ---------- | -------------------------- | --------------------------- | ---- | ------- | -------- | ----------------------------------------- |
| 1644–47    | Sillian                    | Dekanatspfarrkirche Sillian |      |         |          |                                           |
| 1648–49    | Brixen                     | Frauenkirche im Kreuzgang   |      |         |          | → Orgel                                   |
| um 1651    | Brixen                     | Pfarrkirche                 |      |         |          | Positiv für die Fronleichnamsbruderschaft |
| 1651       | Brixen                     | Dom                         |      |         |          | Positiv                                   |
| 1656       | Stilfes                    |                             |      |         |          |                                           |
| 1656       | Trens                      | Maria Trens                 |      |         |          |                                           |
| 1658       | Agordo (Belluno)           | St. Maria Nascente          |      |         |          |                                           |
| 1658–59    | Tschengls                  | Pfarrkirche Mariä Geburt    |      |         |          |                                           |
| 1659       | Latsch                     | Pfarrkirche                 |      |         |          |                                           |
| 1659       | Toblach                    | St. Johannes d. Täufer      |      |         |          |                                           |
| 1660       | Matrei am Brenner          | Maria Waldrast              |      |         |          |                                           |
| 1660–61    | St. Martin in Passeier     | Pfarrkirche St. Martin      |      |         |          |                                           |
| 1663       | Matrei in Osttirol         |                             |      |         |          |                                           |
| 1664       | Sterzing                   | St. Margareth               |      |         |          |                                           |
| 1664       | Niederdorf                 | Pfarrkirche                 |      |         |          |                                           |
| 1665–68    | Belluno                    | Cattedrale                  |      |         |          |                                           |
| 1671       | Partenkirchen (Oberbayern) | alte Pfarrkirche St. Martin |      |         |          |                                           |
| 1671–72    | Meran                      | Pfarrkirche St. Nikolaus    |      |         |          |                                           |
| 1675       | (Innsbruck-)Wilten         | Stiftskirche, Chororgel     |      |         |          | → Orgel                                   |
| 1675       | Virgen                     |                             |      |         |          |                                           |
| um 1676/77 | Strigno                    |                             |      |         |          |                                           |
| undatiert  | Jerusalem                  | Grabeskirche                |      |         |          |                                           |
| undatiert  |                            | Positiv                     |      |         |          | heute in Trient, Museo Diocesano          |
|            | (Innsbruck-)Wilten         | Stiftskirche, Hauptorgel    |      |         |          | 1680 von Johannes Hackhofer vollendet     |